# Institut archéologique autrichien d'Athènes
L'institut archéologique autrichien d'Athènes (allemand : Österreichisches Archäologisches Institut Athen, grec moderne : Αυστριακό Αρχαιολογικό Ινστιτούτο Αθηνών) est un institut scientifique d'État autrichien basé à Athènes, en Grèce. Il fait partie des nombreux instituts archéologiques étrangers établis en Grèce.

## Histoire
L'institut est fondé en 1898. Le premier, ainsi que le plus important, site de fouilles de l'ensemble de son histoire est celui d'Éphèse, dans l'actuelle Turquie. Les fouilles sur place commencent en 1895.
L'institut perd son indépendance en 1939 et est intégré au sein de l'Institut archéologique allemand, à la suite de l'annexion de l'Autriche par l'Allemagne Nazie. En 1954, l'indépendance de l'institut est restaurée. Depuis 2016, l'institut constitue un institut de recherche de l'Académie autrichienne des sciences.

## Projets de recherche et fouilles
- Égira, Achaïe
- Égine (dont le temple d'Apollon)
- Éphèse
- Élis

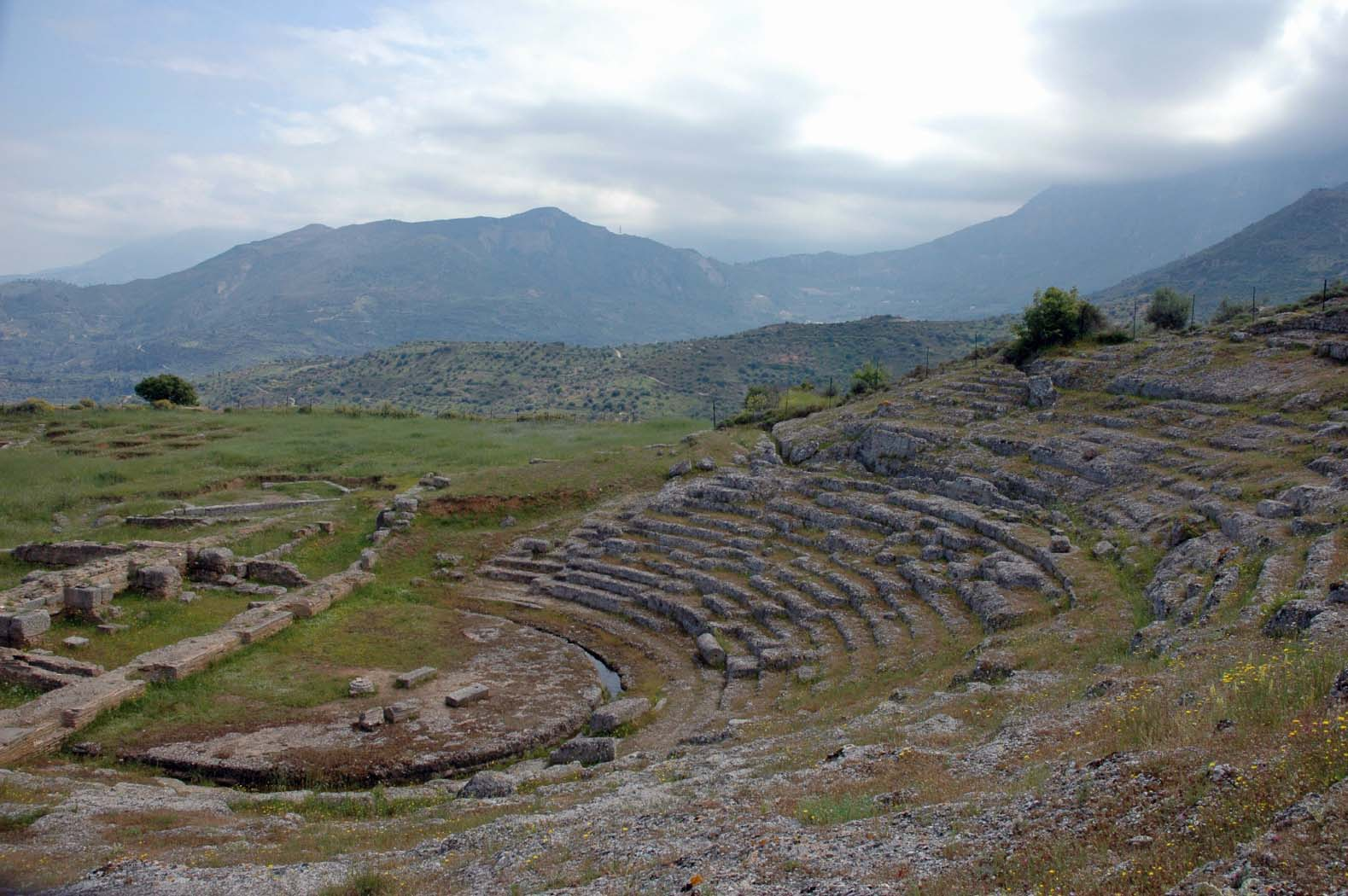
Vue du théâtre antique d'Égira, lieu de fouilles de l'institut depuis 1916.

- Gkremouliás, site archéologique d'un temple dorique, Achaïe
- Lusi, Achaïe
- Samicum, Élide